# Symfonieorkest Nijmegen
Symfonieorkest Nijmegen (SON) is een amateursymfonieorkest met leden uit Nijmegen en omgeving. Symfonieorkest Nijmegen is opgericht in 1950 als kamerorkest, en sindsdien uitgegroeid tot een voltallig symfonieorkest. Het orkest bestaat uit gevorderde amateurs en enkele professionele musici. Het SON geeft diverse malen per jaar concerten. Het orkest staat onder leiding van dirigent Peter Bogaert.

## Concerten
Het Symfonieorkest Nijmegen geeft ieder jaar een kerstconcert op Tweede Kerstdag in de Stevenskerk, en een najaarsconcert in Concertgebouw de Vereeniging. Het orkest wordt daarnaast gevraagd bij herdenkingen en feestelijke bijeenkomsten in Nijmegen en omgeving, en werkt mee aan opera's en koorconcerten in binnen- en buitenland. Het SON heeft jarenlang op 4 mei de herdenkingsconcerten voor de stad Nijmegen verzorgd. Buitenlandse concertreizen werden gemaakt naar Rome (1980), Salzburg (1988), Neuchâtel (1989), Wenen (1991), Praag (1993), Parijs (1995), Stockholm (1998), Oostenrijk (2002), Shanghai/Nanjing (2009/2010) en Berlijn (2019).

## Historie
Het Symfonieorkest Nijmegen werd in 1950 opgericht als Nijmeegs Kamerorkest (NKO) door organist en dirigent Simon Kleinlooh, die het tot 1973 zou leiden. In eerste instantie ging het om een groep strijkers die zich vooral ten doel stelde om vocale muziek te begeleiden. Geleidelijk aan werd de bezetting met blazers uitgebreid en werden ook zelfstandig concerten gegeven. Het repertoire bestond in die tijd voornamelijk uit barokmuziek en 20e-eeuwse muziek. Van 1975 tot 1981 stond Felix Vieregge voor het orkest, die de keuze voor het gecombineerde repertoire van 18de- en 20ste-eeuwse muziek continueerde. Tijdens de directie van Pierre van der Schaaf van 1981 tot 1997 groeide het ensemble uit tot een orkest dat ook het grote romantische repertoire aankon. Die lijn werd voortgezet onder Arjan Tien, die van 1998 tot 2007 voor het orkest stond. In 2000 werd de naam van het orkest gewijzigd van Nijmeegs Kamerorkest in Symfonieorkest Nijmegen, gezien de aard en omvang van het orkest. Van 2007 tot 2014 was Gijs Leenaars als vaste dirigent aan het orkest verbonden. Hij werd in 2014 opgevolgd door Wouter Padberg, en in 2016 door Frans-Aert Burghgraef. Sinds begin 2024 wordt het orkest geleid door Peter Bogaert. 
Het orkest heeft in de loop van zijn bestaan opgetreden met vele nationaal en internationaal bekende solisten, waaronder Emmy Verhey, Wibi Soerjadi, Henk Poort, Quirine Viersen, Ernst-Daniël Smid, Liza Ferschtman en Eric Vloeimans. Er werd tevens samengewerkt met bekende artiesten uit andere muziekgenres, zoals Jan Vayne, Daniël Wayenberg, Jasperina de Jong en Ruben Hein.